# Vàlvula distribuïdora

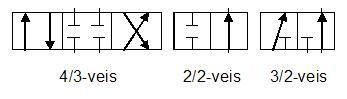
Símbols de tres vàlvules distribuïdores.

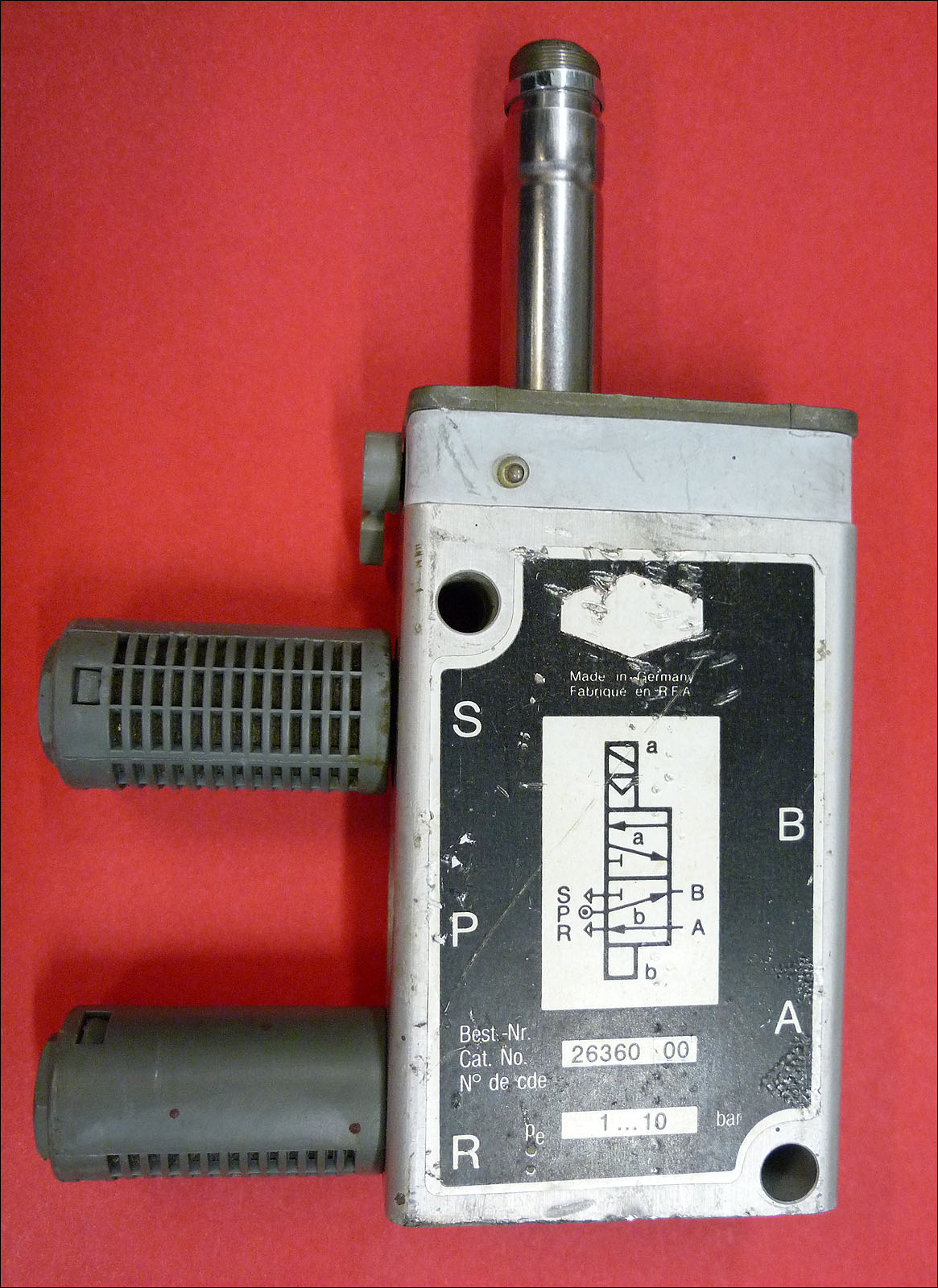
Vàlvula distribuïdora pneumàtica 5-2 (de cinc vies i dues posicions).

Una vàlvula distribuïdora, vàlvula de distribució o vàlvula de control direccional és un element que controla el pas d’un fluid entre les anomenades vies connectades al mateix. Les vies són conductes o canonades que contenen el fluid de treball i poden ser d’entrada o de sortida (en relació amb la vàlvula). Les vàlvules de distribució són components bàsics dels sistemes hidroestàtics i pneumàtics.

## Descripció
Tot i que poden adoptar altres disposicions, la forma habitual de les vàlvules distribuïdores és la de les vàlvules de corredora. Un element, anomenat corredora (que de fet és un èmbol cilíndric amb ranures) pot desplaçar-se dins d’un cilindre femella mecanitzat en el cos de la vàlvula. Si una ranura coincideix amb una via permet el pas del fluid. Si no hi ha ranura el pas queda bloquejat. Així, cada posició de la corredora determina una certa distribució del fluid entre les vies.

## Posicions bàsiques
En una vàlvula de 2 posicions hi ha una posició de repòs (posició normal) que és la posició de la corredora quan no actua cap força de comandament sobre la mateixa. Quan actua la força de comandament, la corredora es desplaça cap a la posició de treball. En les vàlvules de 3 posicions la posició de repòs és la posició central, determinada per molles de centratge. Les posicions de treball són 2, una a cada banda de la posició central.

## Classificació
Les vàlvules de distribució poden classificar-se segons:
- el nombre vies[6]
- el nombre de posicions
- el mètode d’accionament
- el tipus de corredora

Les vies s’acoblen a connexions situades en el cos de la vàlvula. Generalment s’identifiquen amb una lletra, de la manera següent:
- P entrada de fluid a pressió[7]
- T (“tank”), dipòsit, drenatge o retorn-A (“actuator”) via directa cap a l’actuador o motor
- B via inversa cap a l’actuador o motor
- X via de pilotatge directa
- Y via de pilotatge inversa